# Si ringrazia la regione Puglia per averci fornito i milanesi
Si ringrazia la regione Puglia per averci fornito i milanesi è un film italiano del 1982 diretto da Mariano Laurenti.

## Trama
Il terrunciello Benedetto si fa passare per il celebre paroliere Mogol, pur di riuscire a sfondare nell'industria discografica e, di conseguenza, entrare nelle grazie dell'affermato magnate dello spettacolo Max Bernasconi.

## Produzione
Teo Teocoli e Giorgio Porcaro, interpreti dei meridionali protagonisti del film, erano realmente emigrati a Milano dalle rispettive città del Sud Italia in cui erano nati, Taranto e Benevento. Teocoli aveva già impersonato un venditore di tappeti marocchino nel film Una vacanza bestiale.
Nel film fa anche una breve apparizione un debuttante Giorgio Faletti nel ruolo di un parcheggiatore.
Benché il film sia un tributo a Milano, stando al titolo e alla colonna sonora con la canzone "Milano", svariate scene sono state girate a Roma.
In una puntata del programma Stracult di alcuni anni fa emerse che il film uscì di fatto incompiuto, mancando di un vero e proprio finale: fu lo stesso Teocoli ad affermarlo e il tutto è dovuto ad una mancanza di fondi, tanto che la produzione decise di chiudere anzitempo le riprese, soprassedendo alla realizzazione delle altre scene previste ed utilizzando quanto girato.